# Helmut Fleck
Helmut Fleck (* 1938 in Königsberg) ist ein deutscher Politiker und Vorsitzender der Kleinpartei Ab jetzt…Demokratie durch Volksabstimmung – Politik für Menschen (Volksabstimmung). Früher war er Mitglied der Partei Bund für Gesamtdeutschland.

## Kandidaturen
Fleck kandidierte bei der Landtagswahl in Nordrhein-Westfalen 2005 im Landtagswahlkreis Düsseldorf III für den Bund für Gesamtdeutschland. Er erreichte dort jedoch lediglich 25 Stimmen (= 0,0 %) für seine Partei.
Bei der  Europawahl in Deutschland 2009 trat er auf dem ersten Listenplatz seiner Partei an, verpasste jedoch den Einzug in das Europäische Parlament deutlich. Für Volksabstimmung hat er einen Platz im Stadtrat von Siegburg, wo er auch lebt. Im September 2004 kandidierte er für das Amt des Bürgermeisters in Siegburg, erhielt jedoch nur 4,03 % der abgegebenen Stimmen. Beruflich war Fleck als Bauingenieur und Wirtschaftsingenieur aktiv.
Im Mai 2010 war er Spitzenkandidat bei der Landtagswahl in Nordrhein-Westfalen, verfehlte jedoch den Einzug in den Landtag deutlich.

## Politische Position
Fleck unterzeichnete zusammen mit Udo Pastörs, Rigolf Hennig, Emil Schlee und anderen einen fremdenfeindlichen Aufruf an alle Deutschen zur Notwehr gegen die Überfremdung. Der Völkermord am deutschen Volk, 1997 in Dresden erschienen.

## Kommunalwahlen NRW 2014
Im Vorfeld der Kommunalwahlen in Nordrhein-Westfalen 2014 hatte Helmut Fleck offenbar unwissende Bürger als mögliche Kandidaten für den Stadtrat von Sankt Augustin in die Wahllisten eintragen lassen. Die Betroffenen erfuhren erst mit Blick auf den Wahlzettel, dass sie im Gespräch mit Helmut Fleck offenbar unwissentlich die Bewerbung unterschrieben hatten.